# Staro Čiče
Staro Čiče is een plaats in de gemeente Velika Gorica in de Kroatische provincie Zagreb. De plaats telt 787 inwoners (2001).